# Cot Peutek
Cot Peutek is een bestuurslaag in het regentschap Bireuen van de provincie Atjeh, Indonesië. Cot Peutek telt 331 inwoners (volkstelling 2010).